# Guindulman
Guindulman ist eine philippinische Stadtgemeinde in der Provinz Bohol. Sie hat 32.408 Einwohner (Zensus 1. August 2015).

## Baranggays
Guindulman ist politisch in 19 Baranggays unterteilt.

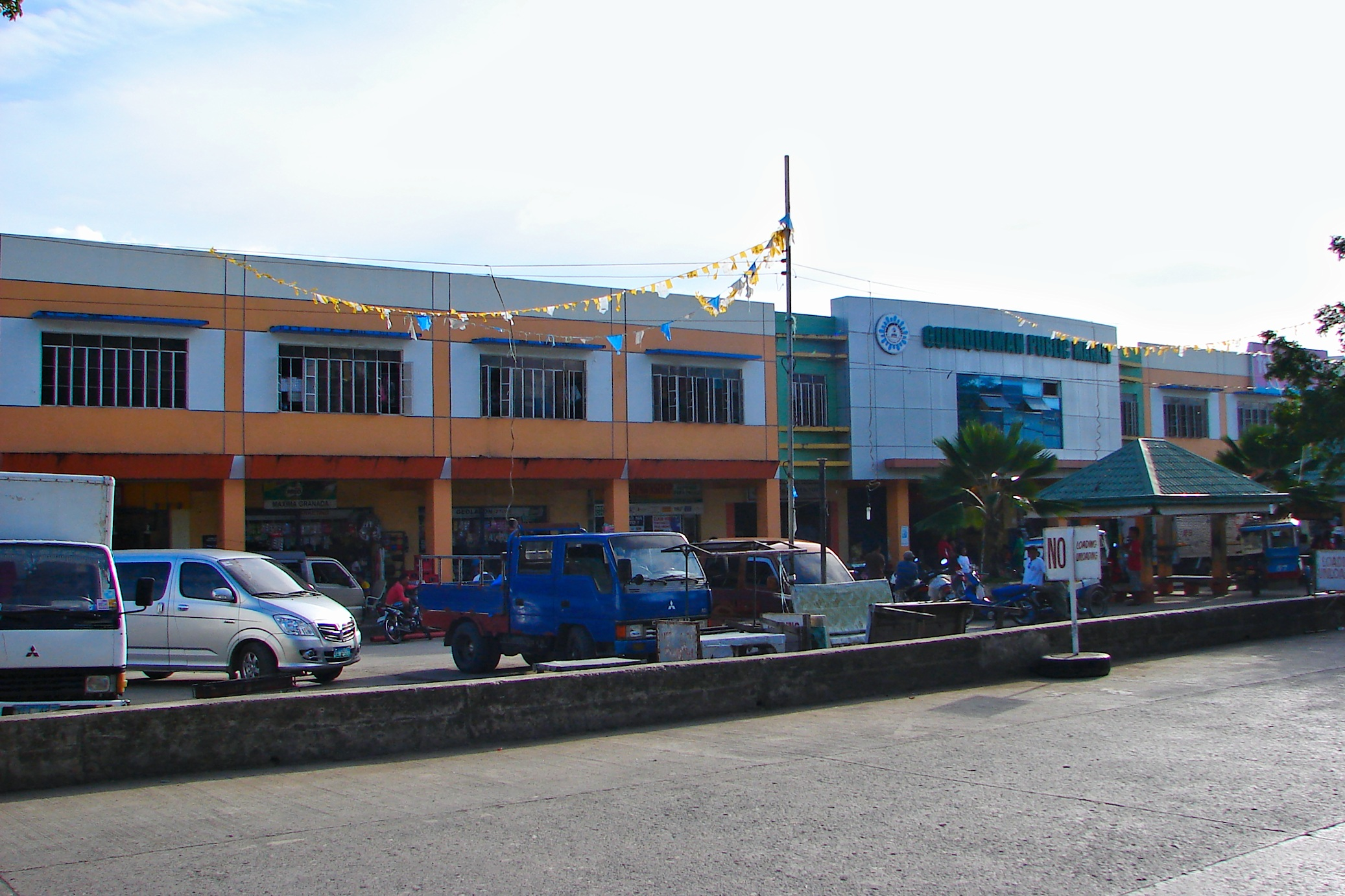
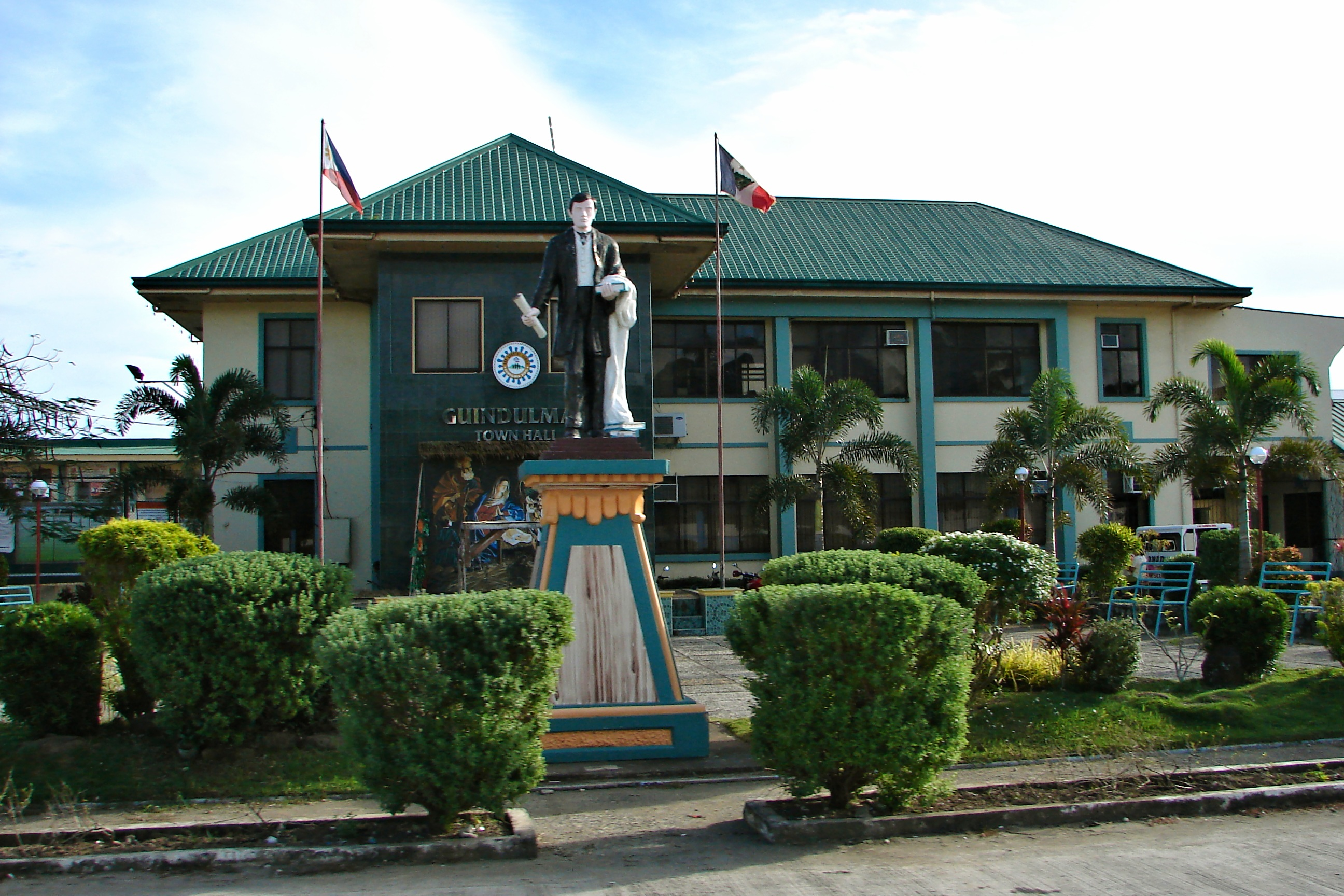

| - Basdio - Bato - Bayong - Biabas - Bulawan - Cabantian - Canhaway - Cansiwang - Casbu - Catungawan Sur | - Catungawan Norte - Guinacot - Guio-ang - Lombog - Mayuga - Sawang (Pob.) - Tabajan (Pob.) - Tabunok - Trinidad |